# SIMOS
.
Slovenska internetna mreža osnovnih šol (SIMOS) je inovativna strategija – didaktični sistem, s katerim učitelji in učenci na različnih vsebinah ob uporabi informacijsko-komunikacijske tehnologije razvijajo in preizkušajo nove didaktične modele, dopolnjene z elementi pedagogike. Strokovni delavci postavljajo učence v središče učnega procesa in s takim didaktičnim pristopom, prilagojenim učencem, povečujejo učinkovitost pouka.

## Slovenska internetna mreža osnovnih šol (didaktični sistem)
SIMOS je didaktični sistem, s katerim šole ob uporabi informacijsko-komunikacijske tehnologije razvijajo in preizkušajo nove modele učenja in poučevanja učencev.

Glavni cilji, ki jih pri tem zasledujejo so: razvijanje kompetenc vseživljenjskega učenja pri učencih in učiteljih, razvijanje novih vrst pismenosti, individualizacija in personalizacija pouka, razvijanje za učence aktivnih metod dela pri pouku in spodbujanje samopoučevanja, razvoj in bogatenje učnega okolja, preoblikovanje obstoječega strukturno-organizacijskega vidika pouka in učenje izven zidov šole, sprejemanje nove vloge učitelja, timsko delo (horizontalno, vertikalno in kroskurikularno povezovanje v strokovnih aktivih) in timsko poučevanje ter medpredmetni pristop učiteljev.

Filozofija šole, ki išče poti do mlade generacije in jo želi motivirati ter aktivneje vključiti v pouk, pri tem pa uporablja SIMOS (SIMOS 2, SIMOS 3), sooblikuje dobrega človeka z odličnim znanjem.  Z lastnim vzorom, ki temelji na nenehnem učenju (sledenju razvoju stroke doma in v tujini, spremljanju rezultatov raziskav …)  in nadgrajevanju obstoječega, tako strokovni delavci šole manifestirajo učencem, kako pomembna sta učenje in samopoučevanje ter razvijanje osebnosti kot celote nasploh. Skozi tovrstno delo strokovni delavci in učenci posredno pa tudi starši spoznavajo, da je potrebno proaktivno delovanje in da na starih vzorcih razmišljanja in delovanja ne morejo graditi prihodnosti.

### Didaktična načela
Pouk je spreminjajoči se pojav, zato ga ne moremo regulirati z nespreminjajočimi vodili. Didaktična načela se spreminjajo skladno z razvojem znanosti in izobraževalne prakse. Bolj, ko učitelji poznajo in obvladajo didaktična načela, manj je možnosti, da ukalupijo pouk. Sodobna didaktična načela naredijo pouk bolj kreativen, dinamičen, prilagodljiv in razvojno spreminjajoč.
Uporaba SIMOS pri pouku omogoča izvajanje naslednjih didaktičnih načel:
- Didaktično načelo o življenjskosti šole in pouka oz. povezava teorije in prakse
- Avtonomija učitelja in šole
- Kompetenčni pristop
- Odprtost in izbirnost predmetnika
- Učno ciljni in procesno–razvojni pristop
- Fleksibilnost učnega procesa
- Medpredmetni pristop k učenju in poučevanju – povezovanje predmetov in disciplin (integrativni kurikul) po vertikali in horizontali
- Kakovost znanja na vseh taksonomskih ravneh (poglobljeno, povezano in uporabno znanje)
- Prilagoditev načinov dela vsem učencem, zlasti pa učencem z učnimi težavami v OŠ in OŠPP (individualiuzacija in personalizacija pouka)
- Samostojnost ter odgovornost učencev za lastno znanje
- Razvojno spremljanje učenčevih rezultatov
- Poglobljeno sodelovanje staršev (spremljava napredka otroka)
- Nabor orodij za delo – zlasti IKT programov, e-gradiv … (didaktična sredstva)

## SIMOS 2 ali Razvijanje različnih vrst pismenosti s pomočjo IKT
SIMOS 2 ima štiri modele, s pomočjo katerih je možno razvijati in izboljševati ravni bralne in ostalih vrst pismenosti s pomočjo IKT pri otrocih in mladostnikih – razvoj funkcionalne pismenosti. 

### Modeli za razvijanje in izboljšanje ravni bralne in ostalih vrst pismenosti s pomočjo IKT za otroke in mladostnike
Modeli omogočajo dejavnosti (v okviru bralnih zbirk), pri katerih morajo učenci prebrati neko besedilo (umetnostno ali neumetnostno) in po branju najpogosteje individualno opraviti v spletni aplikaciji še s prebranim besedilom povezane naloge, ki jih pripravijo in tudi na omenjeni spletni strani objavijo učitelji. Bralne zbirke lahko kreirajo učitelji pri vseh predmetnih, ki jih poučujejo, pomembno je le, da izhajajo iz besedila – leposlovnega ali strokovnega. Izbor krajših ali daljših besedil (knjig, strokovnih člankov v učbenikih...), ki se nahajajo v klasični ali elektronski obliki (e-knjige), pripravijo učitelji in ga objavijo v spletni aplikaciji SIMOS. Bralne zbirke lahko zasnujejo učitelji tako, da lahko učenci v okviru oddelka oz. manjše učne skupine izbirajo med vsebinsko različnimi besedili ali knjižnimi naslovi in se nato sami odločijo, katere naloge bodo po branju opravili (individualizacija glede na predznanje, interesna področja ...); zasnova nekaterih bralnih zbirk pa zahteva od učencev branje točno določenega besedila in v okviru njega izpolnitev vseh predvidenih nalog. Naloge za bralno zbirko lahko pripravi en učitelj ali več učiteljev v okviru enega predmeta ali medpredmetno, lahko pa jih pripravi tudi več učiteljev, prav tako medpredmetno. 
Naloge so zastavljene lahko v obliki besedila ali pa tudi v obliki e-gradiv ali e-testov.

### Spletna aplikacija (za SIMOS 2)
Spletno aplikacijo sestavlja jo več samostojnih modulov: šolska internetna knjižnica, modul za urejanje in sestavljanje e-gradiv in e-testov, modul za razpisovanje učnih vsebin, modul za urejanje seznamov in katalogov, modul za delo učencev in modul za objavljanje in prenašanje v druge spletne sisteme. Uporabniki spletne aplikacije uporabljajo individualni Microsoftov račun, s katerim dostopajo do svojih vsebin. Te se razdeljene na štiri skupine uporabnikov:
- avtorji
- mentorji
- učenci
- starši.

## SIMOS 3 ali Oblikovanje didaktičnega sistema s poljubno medsebojno kombinacijo štirih didaktičnih celot (stebrov);
Zaznavanje subjektivnih in objektivnih potreb po optimalnem razvoju vsakega učenca so spodbudile strokovne delavce k nadgradnji SIMOS 2. Nastal je SIMOS 3 – didaktični sistem, znotraj katerega je oblikovanih osem modelov, ki so nastali s poljubno medsebojno kombinacijo štirih didaktičnih celot (stebrov).  

SIMOS 3 omogoča, da učitelji s pomočjo informacijsko-telekomunikacijske tehnologije v oddelku oz. v manjših učnih skupinah še v večji meri kot do sedaj in učinkoviteje izvajajo individualizacijo in personalizacijo vzgojno-izobraževalnega dela (upoštevajo otrokove razvojne potrebe, njihove zamisli, potrebo po aktivnosti v učnem procesu – reševanje problemov, projektno delo …). 

SIMOS 3 omogoča učiteljem in šoli kot učeči se skupnosti poleg vnašanje elementov vseživljenjskega učenja v pouk in boljše individualizacije ter personalizacije pouka tudi razvijanje in preizkušanje za učence aktivnejših metod dela in spodbujanje samopoučevanja, bogatenje učnega okolja z informacijsko – telekomunikacijsko tehnologijo (računalniki, fotoaparati, telefoni, tablice, splet …), preoblikovanje obstoječega strukturno-organizacijskega vidika pouka (preseganje predmetno urnega sistema) in učenje izven zidov šole, sprejemanje nove vloge učitelja, timsko delo (horizontalno, vertikalno in kroskurikularno povezovanje v strokovnih aktivih) in timsko poučevanje ter povezovanje predmetov oz. disciplin po horizontali oz. vertikali. Z individualiziranimi metodami dela, podprtimi z informacijsko-telekomunikacijsko tehnologijo (priprava različnih nalog, polnih izzivov za vse učence in prilagojenih nalog za učence s posebnimi potrebami, oblikovanje fleksibilnih učnih skupin, ustvarjanje bogatega interaktivnega okolja oblikovanje spodbudnega okolja, v katerem si lahko učenci pomagajo, okolja, v katerem delajo različne stvari v različnem času, okolja, v katerem si upajo povedati svoja mnenja, si upajo o njih razpravljati …) postavljajo strokovni delavci učence v središče učnega procesa in s tem povečujejo učinkovitost pouka. 

#### Stebri in njihova kombinacija – oblikovanje 8 modelov
SIMOS 3 omogoča učiteljem didaktični pristop, ki ga je možno oblikovati s kombinacijo štirih med seboj ciljno, problemsko, vsebinsko in procesno sklenjenimi didaktičnimi celotami – stebri. Lahko torej dobimo 8 različnih vrst učnih sklopov- modelov. Ti stebri so:
- KNJIGA

Učenec izbira med poljubnim številom nalog, ki so povezane s knjigami, učbeniki, delovnimi zvezki ... Za vsako nalogo izdela individualni prispevek (besedilo, multimedijski dokument, video ali zvočni zapis).
- E-GRADIVA

Učitelj delegira učence za izvedbo posameznih E-izdaj (individualna izdaja E-gradiv). Prispevki učencev se oblikujejo skladno z nalogami za posamezno E-izdajo.
- PROJEKT

Učitelj delegira učence za individualno ali skupinsko izdelavo posameznih nalog. Naloge in prispevki učencev se oblikujejo v skupnih dokumentih (Google Drive).
- VIRI

Učenec izbira med poljubnim številom nalog, povezanih z zunanjimi gradivo (literaturo, članke, slovarje ipd.). Za vsako nalogo izdela individualni prispevek (besedilo, multimedijski dokument, video ali zvočni zapis).
Možni pa so tudi dodatki. Nabor dodatkov je: slovar, gantogram, koraki, forum, dnevnik, napredovanje, ocenjevanje, starši
Pri kombiniranju stebrov je pomembno vedeti to, da je steber KNJIGA (seznam literature) vselej sestavni del kombinacije. S kombinacijo didaktičnih celot – stebrov – je možno oblikovati 8 različnih vrst učnih sklopov (US). Učne sklope lahko učitelji uporabijo pri slehernem predmetu iz predmetnika, pri dodatnem, dopolnilnem pouku, pri interesni dejavnosti, pri pripravi dnevov s posebno vsebino ...

### Spletna aplikacija (za SIMOS 3)
Spletna aplikacija omogoča učiteljem planiranje, izdelavo, organiziranje, izvedbo, spremljanje in vrednotenje dela v okviru učnega sklopa, in sicer z določitvijo ciljev, didaktičnih in organizacijskih pristopov, določitvijo vrste in oblike izdelkov učencev, vodenjem seznama literarnih in multimedijskih naslovov, izdelavo navodil in nalog (e-nalog), vodenje seznama učencev (in drugih), spremljanje –, preverjanje znanja učencev, objavljanje in poročanje razvojnemu timu/vodji in samoocenjevanje.
Spletna aplikacija SIMOS 3 pa učencem omogoča izdelavo – opisovanje prispevkov/izdelkov, obvladovanje IKT vsebin in ostalih vsebin z IKT tehnologijo, itd., ravnateljem omogoča  vodenje seznama učnih sklopov (US), staršem pa spremljanje dela otrok.